# Stenothoides pirloti
Stenothoides pirloti är en kräftdjursart som beskrevs av Gurjanova 1938. Stenothoides pirloti ingår i släktet Stenothoides och familjen Stenothoidae. Inga underarter finns listade i Catalogue of Life.